# كورت تسكينسكير
كورت تسكينسكير (بالألمانية: Kurt Tschenscher)‏ (5 أكتوبر 1928 - 13 أغسطس 2014)، كان حكم كرة قدم ألماني. بدأ عالم التحكيم بين عامي 1948 و1953. وانضم إلى قائمة حكام الفيفا بعد خمسة سنوات. حكم في عدد من البطولات الدولية الكبرى مثل بطولة أمم أوروبا ودوري أبطال أوروبا وكأس العالم. كما أدار عدد من المباريات الهامة مثل نهائي كأس أوروبا 1967 بين نادي سيلتيك وإنتر ميلان، ومباراة الذهاب في كأس أوروبا 1965-66 بين نادي بارتيزان ومانشستر يونايتد، وحكم كذلك نهائي كأس الكؤوس الأوروبية عام 1962 بين نادي فيورينتينا وأتلتيكو مدريد.

## وصلات خارجية
- كورت تسكينسكير على موقع Soccerway.com (الإنجليزية)
- كورت تسكينسكير على موقع أوليمبيديا (الإنجليزية)